# Wendlandia cavaleriei
Wendlandia cavaleriei är en måreväxtart som beskrevs av Augustin Abel Hector Léveillé. Wendlandia cavaleriei ingår i släktet Wendlandia och familjen måreväxter. Inga underarter finns listade i Catalogue of Life.